# Cædwalla wessexi király
Cædwalla, vagy más néven Cadwallon, Cadwalader (angolszászul: CÆDVVALLA CENBRYHTING VVESTSEAXNA CYNING), (659 k. – Róma, 689. április 20.) Wessex királya 685–688 között.
Cœnberht (620–661) fia, Ceawlin wessexi király ükunokája, Mul kenti király (660–687) bátyja. Fiatalon elűzték Wessexből, és számkivetettként élt. 685-ben kezdett fosztogatóportyákat vezetni Sussex ellen. Ugyanebben az évben megszerezte Wessex trónját, és újra lerohanta Sussexet, Kentet és a Wight-szigetet. 688-ban váratlanul keresztény hitre tért, és korábbi harci kedvét jámbor hitbuzgalom váltotta fel. Még ugyanebben az évben lemondott trónjáról, és Rómába utazott, ahol 689. április 10-én megkeresztelkedett, majd rövidesen meghalt. A Szent Péter-bazilikában temették el.